# هربرت كيكل
هربرت كيكل (مواليد 19 أكتوبر 1968) هو سياسي نمساوي يشغل منصب رئيس حزب الحرية النمساوي منذ يونيو 2021، كما شغل في السابق منصب وزير الداخلية منذ 2017 حتى 2019.